# Pawnee County, Oklahoma
Pawnee County är ett administrativt område i delstaten Oklahoma, USA, med 16 577 invånare. Den administrativa huvudorten (county seat) är Pawnee. 

## Geografi
Enligt United States Census Bureau så har countyt en total area på 1 541 km². 1 475 km² av den arean är land och 66 km² är vatten.

### Angränsande countyn
- Osage County - nord
- Tulsa County - sydost
- Creek County - syd
- Payne County - sydväst
- Noble County - väst